# Legione Romana dei Valacchi

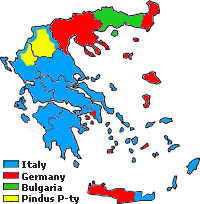
Area approssimativa (gialla) proposta da Alcibiade Diamandi per un eventuale stato-fantoccio chiamato "Principato del Pindo" nella Grecia settentrionale sotto l'occupazione italiana (questo nome fu inizialmente utilizzato nel 1917 per un altro progetto italiano simile).

La Legione Romana dei Valacchi è il nome utilizzato dall'organizzazione politica e paramilitare attiva nel periodo 1941-1943, in Grecia, nelle regioni della Tessaglia e della Macedonia, creata da Alcibiade Diamandi, un aromuno nato a Samarina (Samarina, Xamarina o San Marina) che ha servito come agente per l'Italia e la Romania. La Legione contava circa 2000 membri. 

## Storia
La Legione fu attiva nelle regioni greche della Tessaglia e della Macedonia durante la seconda guerra mondiale, supportando le forze di occupazione italiane e tedesche e promuovendo la creazione di uno stato autonomo aromuno concepito come il "Principato del Pindo", nome usato anche per un tentativo simile nel 1917, in cui era stato coinvolto anche Diamanti. Definendosi un leader e un rappresentante degli Aromuni dei Balcani, Diamanti fondò un'organizzazione chiamata Legione Romana dei Valacchi e aiutò le forze italiane nella raccolta delle armi che i greci avevano nascosto dopo la resa dell'esercito greco. Diamanti lasciò la Grecia nell'estate del 1942 per la Romania e Nicolaos Matussis, un avvocato aromuno, già attivo come secondo in comando, lo sostituì nell'organizzazione. Un'altra figura importante della Legione romana fu l'aromuno Vassilis Rapotikas, che guidava le unità paramilitari. Dopo l'azione di diversi gruppi di resistenza nel 1942 e la risposta dinamica dell'ELAS contro i membri della Legione, e il ritiro delle forze italiane, la Legione cessò di esistere nel settembre 1943, mentre Matussis fuggì ad Atene.
Il destino delle figure di spicco e dei membri della Legione Romana dei Valacchi è il seguente:
- Alcibiade Diamandi partì per la Romania nel 1942, dove fu poi incarcerato quando gli Alleati vinsero e il nuovo governo comunista prese il potere. Morì in carcere in Romania nel 1948.[3] In Grecia era stato condannato a morte dai Tribunali Speciali Collaborazionisti (Ειδικά Δικαστήρια Δοσιλόγων) istituiti nel 1945-1947.
- Nicolaos Matussis lasciò anche la Grecia per la Romania, un anno dopo, nel 1943. Fu anche incarcerato e consegnato nelle mani delle autorità greche nel 1964. In Grecia, iniziò a scontare la pena, pronunciatagli in contumacia, dal Tribunale speciale per tradimento dopo la guerra, ma chiese un nuovo processo e fu dichiarato non colpevole (al tempo diverse persone ricevettero la grazia per i loro crimini, se potevano dimostrare di non essere comunisti, e poiché era stato incarcerato in un paese comunista, aveva una certa testimonianza in buona fede). Fu rilasciato e nei suoi diritti civili furono completamente ripristinati da un tribunale greco. Fino alla sua morte, nel 1981, visse ad Atene.
- Vassilis Rapotikas fu catturato dall'ELAS e fu ucciso mentre si recava al quartier generale dell'ELAS alla fine di maggio o all'inizio di giugno 1943.[4]
- I membri della Legione che non fuggirono in Romania furono processati nei tribunali del tradimento istituiti nel 1945-1947 e furono condannati. 617 persone sono state accusate, 152 sono state giudicate colpevoli, di cui 91 non hanno ricevuto una condanna poiché erano già in carcere condannate per tradimento in altri casi e per 55 non vi è stato seguito a causa della loro morte (molte di loro uccise dalla resistenza greca). 319 sono stati giudicati innocenti.[5]

## Capi della Legione Romana dei Valacchi
- 1941-estate 1942: Alcibiades Diamandi
- Estate 1942–1943: Nicolaos Matussis